# Norbert Sevestre
Pour les articles homonymes, voir Sevestre.
Norbert Sevestre, né Norbert Éloi Jules Marcel Fernand Sevestre le 4 février 1879 à Colleville et mort le 21 août 1946 à Paris 14e, est un écrivain et traducteur français. Il fut inhumé à Clamart.

## Biographie
Au printemps 1891, Norbert Sevestre réussit l'examen d'obtention des bourses des collèges et lycées auquel il a été préparé à l'école du Marché-aux-veaux de Dieppe.
Engagé volontaire, il participe à la Première Guerre mondiale dans la cavalerie où il sert dans un groupe d'autos-mitrailleuses et autos-canons comme maréchal-des-logis. Il est porté à l'Ordre du jour pour avoir surveillé l'approvisionnement de canons de 37 mm sous le feu roulant de l'ennemi. Ses souvenirs de guerre servent de trame à son roman Le coeur se reprend, publié en octobre 1929.
Au lendemain de la guerre, il est nommé attaché au commissariat des pays rhénans, composante française de l'organisme interallié chargé de régler les problèmes économiques de l'Allemagne après la guerre.
En 1928, il est rédacteur à la rubrique de politique étrangère du Petit Parisien lorsqu'il reçoit un prix de 3 000 francs de la Société des gens de lettres, dont il était déjà membre en 1914,.

## Auteur prolifique
Romancier populaire et prolifique, il a publié des romans policiers, des romans de mœurs, des romans sentimentaux, des romans d'action et de mystère et surtout  des romans d'aventures, beaucoup d'entre eux destinés à la jeunesse. Certains romans ont été publiés en feuilleton, avant ou après leur publication en volume. Norbert Sevestre est aussi l'auteur de nouvelles et de contes courts parus principalement dans la presse. 
Pour ses récits d'aventure pour la jeunesse publiés par les éditions de Montsouris, revues ou collections, il a également utilisé le pseudonyme de Jean du Cléguer.
L'abbé Béthléem, défenseur de la moralité et pourfendeur du vice dans la littérature au début du XXe siècle, qualifie les romans d'aventures de Norbert Sevestre d' « intéressants et convenables ». Pour le roman Le Grigou, ce dernier reçoit d'ailleurs en 1932 le prix Montyon de l'Académie française qui récompense un ouvrage littéraire utile aux mœurs.  En 1929, Paris-Soir loue la qualité de ses romans qui sont « de vrais et grands reportages ». 
Après plusieurs décennies d'oubli, les récits de Norbert Sevestre retrouvent aujourd'hui un regain d'intérêt auprès des amateurs de conjecture romanesque rationnelle : plusieurs de ses œuvres présentent des éléments qui en relèvent, notamment des moyens de transport extrapolés
,. Marc Madouraud présente l'auteur comme « d'inspiration clairement vernienne ».

## Distinctions
- Chevalier de la Légion d'honneur (1932).

## Publications

### Romans
- Le Trèfle rouge, Hachette, 1908.
- L'Émouchet, Hachette, coll. « Petite bibliothèque de la famille »,1911.
- Loup-Blanc : roman tonkinois, Delagrave, 1915.
- Le Masque qui tombe, Delagrave, 1919.
- Cyranette, Éd. du Petit écho de la mode, coll. « Stella », n°11, 1920 [lire sur Wikisource]
- Le Cirque Kutzleb, Delagrave, 1925.
- Les Pygmées, J. Tallandier, coll. « Le Livre national. Aventures et voyages », n°180, 1928[14].
- En survolant l'Atlantique, Hachette, coll. « Grandes aventures », 1928.
- La Révolte des monstres, J. Tallandier, collection « Le Livre national. Aventures et voyages », n°219, 1928.
- L'Île des renards bleus, J. Tallandier, coll. « Le Livre national. Aventures et voyages », n°227, 1928.
- Baleiniers du sud, J. Tallandier, coll. « Le Livre national. Aventures et voyages », n°283, 1929.
- Le Cœur se reprend, J. Tallandier, 1929.
- L'Homme sauvage, J. Tallandier, coll. « Voyages lointains. Aventures étranges », n° 47, 1929.
- La Jonque noire, J. Tallandier, coll. « Voyages lointains. Aventures étranges », n° 47, 1930.
- La Sombre Affaire de Croix-Basse, J. Tallandier, coll. « Les Romans mystérieux », 1930.
- Le Grigou, J. Tallandier, 1931.
- Terre disparue, J. Tallandier, coll. «  Voyages lointains. Aventures étranges », n°91, 1931.
- Cœurs d'Islam, J. Tallandier, 1932.
- L'Île des démons, J. Tallandier, coll. «  Grandes aventures. Voyages excentriques », n°428, 1932.
- L'Arche en dérive, J. Tallandier, coll. « À travers l'univers. Aventures étranges. Voyages lointains », n°31, 1933.
- L'Étrange Énigme de Roz-Hir, avec Charles Le Goffic, Renaissance du livre, coll. « Le Disque rouge », 1934.
- La Révolte des monstres, J. Tallandier, coll. « Chevaliers de l'aventure. Nouvelle série », n°44, 1934.
- Croisière de luxe, J. Tallandier, coll. « Grandes aventures. Voyages excentriques », n°527, 1935.
- Gangster malgré lui, J. Tallandier, coll. « Grandes aventures. Voyages excentriques », n°559, 1936.
- L'Hydre de l'Amazonie, J. Tallandier, coll. « Grandes aventures. et voyages excentriques. Nouvelle série », n° 3, 1936.
- L'Ogre du fleuve bleu, J. Ferenczi, coll. « Voyages et aventures », n°284, 1938.
- Pillards de l'Arctique, J. Tallandier, coll. « Le Livre d'aventure », n°33, 1938.
- L'Île sanguinaire, J. Tallandier, coll. « Le Livre d'aventures », 1939.
- L'Épave mystérieuse, J. Tallandier, coll. « Le Livre d'aventures », 1939.

Plusieurs romans ne paraissent qu'en feuilleton et ne sont pas repris en volumes :
- Le Pavillon jaune, dans L'Ouvrier, 1911-1912[15].
- Au bord de l'abîme, dans L'Ouvrier, 1913[15].
- Sous la griffe du mystère, dans Lectures pour tous, 1913
- Le Mahdi, dans Le Journal des débats politiques et littéraires, 1914.
- La Coupe des minimes, dans Mon journal, 1918[15].
- Le masque qui tombe, dans La Dépêche de Brest, 1918[15].
- L'Insoumis, dans Le Télégramme des Vosges, 1925.
- Sur la piste des gorilles : aventures d'un traqueur de fauves, dans Rustica, 1929.

Une série de 20 fascicules, publiés de façon anonyme vers 1909, lui est attribuée selon Yves-Olivier-Martin :
- Sâr Dubnotal, A. Eichler, 1909-1910.

### Romans d'aventures pour la jeunesse
- Blancs contre noirs : les revenants de la Pierre-aux-Noyés, Hachette, coll. « Bibliothèque des écoles et des familles », 1913.
- La Main rouge, Hachette, coll. « Bibliothèque des écoles et des familles », 1915.
- Le Tour du Monde en 14 jours, ill. Georges Dutriac, Hachette, coll. « Bibliothèque de la jeunesse », n°51, 1926.
- Trois Jeunes Aéronautes au Pôle Nord, ill. Henry Morin, Hachette,  coll. « Bibliothèque de la jeunesse », n°64, 1927.
- Boule-de-neige, Hachette, coll. « Bibliothèque verte », 1927.
- Le Val tragique, ill. Étienne Le Rallic, Éd. de Montsouris, coll. «Printemps », n° 1-2, 1928.
- L'Avion rouge, ill. Étienne Le Rallic, Éd. de Montsouris, coll. «Printemps », n° 10, 1928.
- Chasseurs de tigres, sous le pseudonyme de Jean du Cléguer, ill. Émile Dot, Éd. de Montsouris, coll. «Printemps », n° 18, 1928.
- L'Épave mystérieuse, sous le pseudonyme de Jean du Cléguer, ill. Raymond de La Nézière, Éd. de Montsouris, coll. «Printemps », n° 35, 1929.
- Le Char fantastique, ill. Étienne Le Rallic, Éd. de Montsouris, coll. «Printemps », n° 46, 1929.
- Hip ! hip ! hurrah !, Hachette, coll. « Bibliothèque de la jeunesse », 1930.
- Tsao le pirate,  ill. Raymond de La Nézière, Éd. de Montsouris, coll. «Printemps », n° 51, 1930.
- Forbans sous-marins, sous le pseudonyme de Jean du Cléguer, ill. Henri Ferran, Éd. de Montsouris, coll. «Printemps », n°65-66, 1930.
- La Hache de guerre, ill. Étienne Le Rallic, Éd. de Montsouris, coll. «Printemps », n° 72, 1930.
- La Sombre Aventure de Jacot, ill. Étienne Le Rallic, Éd. de Montsouris, coll. «Printemps », n° 85-86, 1931.
- Le Mystère de la forêt en feu, Norbert Sevestre, Éd. de Montsouris, coll. «Printemps », n° 130, 1933.
- Pirates de l'Océan, ill. Jean, Éd. de Montsouris, coll. «Printemps », n° 178, 1935.
- Terres mortelles, ill. Jean, Éd. de Montsouris, coll. «Printemps », n° 258, 1938[17].
- Pôle Nord, ill. Henry Le Monnier, Éd. de Montsouris, coll. «Printemps », n° 314, 1941.

### Documentaires pour enfants
- Quand nos grands rois étaient petits, avec Charles Clerc, ill. Job, Delagrave, 1914.
- Le Roman du Mont Saint-Michel, avec Charles Le Goffic, ill. René Giffey, Delagrave, 1935.

### Nouvelles
- Âmes rebelles, préf. Charles Le Goffic, éd. Figuière, 1928.

Non parues en volumes :
- Contes des mille et un matins, dans Le Matin, 1909-1914
- Contes du Petit parisien, dans Le Petit Parisien, 1928-1931.

### Traductions
- Theodore Roosevelt, Mes chasses en Afrique, Hachette, 1910[18].

### Articles
- « Une campagne de propagande allemande "La Honte noire" », dans  : La Revue des deux mondes, tome XCI, no 2, 15 septembre 1921.